# فلهيلينية

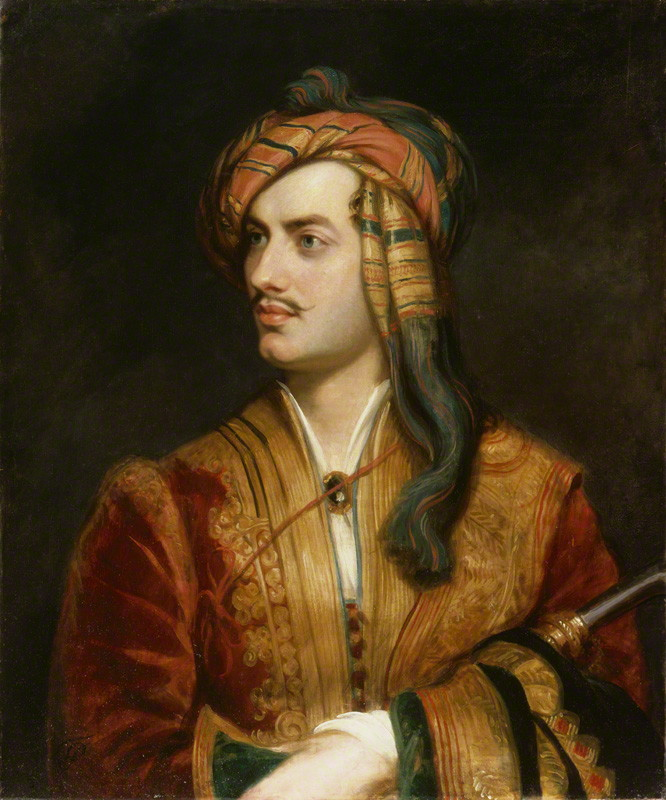
الشاعر البريطاني لورد بايرون كان من الفلهيلينيين الذين حاربوا في سبيل استقلال اليونان

الفلهيلينية (بالإنكليزية: Philhellenism) أو «محبة الإغريق» هي حركة ظهرت في بعض المدن الأوروبية في القرن التاسع عشر بين مثقفين وأدباء وشعراء آمنوا بحق الشعب اليوناني بالحرية والتحرر من قبضة الاحتلال العثماني، وكان من بين أبرز رواد هذه الحركة الشاعر البريطاني لورد بايرون. حيث اعتنق بايرون قضية اليونانيين وأثر في الكثيرين في سبيل خدمتها بل أنه قام بنفسه بحمل السلاح والانخراط في صفوف الثوار، كما أنضم أيضاً للفيلهيلينيين العديد من الأرستقراطيين الأوربيين والأثرياء الأمريكان.
قام هؤلاء بتقديم الكفاح اليوناني ضد العثمانيين للعالم كحرب بين المُثل العليا لليونان العريقة وبين الأتراك القساة، الذين غزوا وقمعوا أحفاد بيركلس وسقراط وأفلاطون. وقام العديد من الفلهيلينيين بالسير على خطا بايرون بالانضمام للثورة، وأصبحوا فيها قادة وأبطال شعبيين. حارب بعضهم بحماس في سبيل النهوض بيونانٍ حديثة، في حين أصيب الكثير منهم بخيبة أمل عندما اكتشفوا الجانب المظلم لقسم من سادة الحرب اليونانيين والذين كان همهم الأول مجدهم الشخصي وجمع النقود، فقد كانوا في حقيقة الأمر مجموعة من القراصنة وقطاع الطرق إلا أنهم صوروا في الأساطير الشعبية كأبطال غيورين على تراب الوطن.
عام 1823 وصل لورد بايرون إلى ميسولونغي ليساهم في المعارك في صف المقاومة، ولكنه مات بعدها بثلاثة شهور ليس بالطريقة الرومانسية التي كان ينشدها في قصائده بل بسبب المرض.
كان لمؤلفات بايرون الأدبية ولأعمال بوجين دولاكروا الفنية الأثر الكبير على الرأي العام الأوروبي، كما أن موت لورد بايرون سبب تعاطفاً واسعاً من قبل الغربيين مع القضية اليونانية.

## مواضيع ذات صلة
- الفينيزيلية
- أوروبفيل
- حرب استقلال اليونان
- رحلات آناكارسيس الأصغر في اليونان